# Rangen (Zierenberg)
Koordinaten: 51° 23′ 26,5″ N, 9° 17′ 37,4″ O
Rangen ist ein Hof, früher ein Gutshof bzw. eine Domäne, in der Gemarkung von Laar, einem Stadtteil von Zierenberg im nordhessischen Landkreis Kassel. Der Hof wurde an Stelle einer mittelalterlichen Dorfwüstung angelegt. Heute ist er verlassen und unbewohnt, nur die Betriebsgebäude werden weiter durch einen landwirtschaftlichen Betrieb genutzt.

## Geographische Lage
Der Hof liegt auf etwa 230 m ü. NHN im Nordteil des Naturparks Habichtswald etwa 2 km nordnordwestlich der Kernstadt von Zierenberg, unmittelbar östlich der Landesstraße 3211, am westlichen Rand der Talaue der Warme, eines Zuflusses der Diemel. Wenige Meter östlich der Warme, von Rangen über eine Brücke erreichbar, verläuft der Fulda-Diemel-Weg, ein Wanderweg zwischen den Flüssen Fulda im Osten und Diemel im Nordwesten. Laar liegt 2 km weiter nördlich im Tal der Warme. Etwa 1 km weiter östlich befindet sich die Burgruine Schartenberg.
Von Westen kommt, zwischen Ranger Höhe und Falkenberg, ein ehemaliger Landwehrgraben heran.

## Geschichte

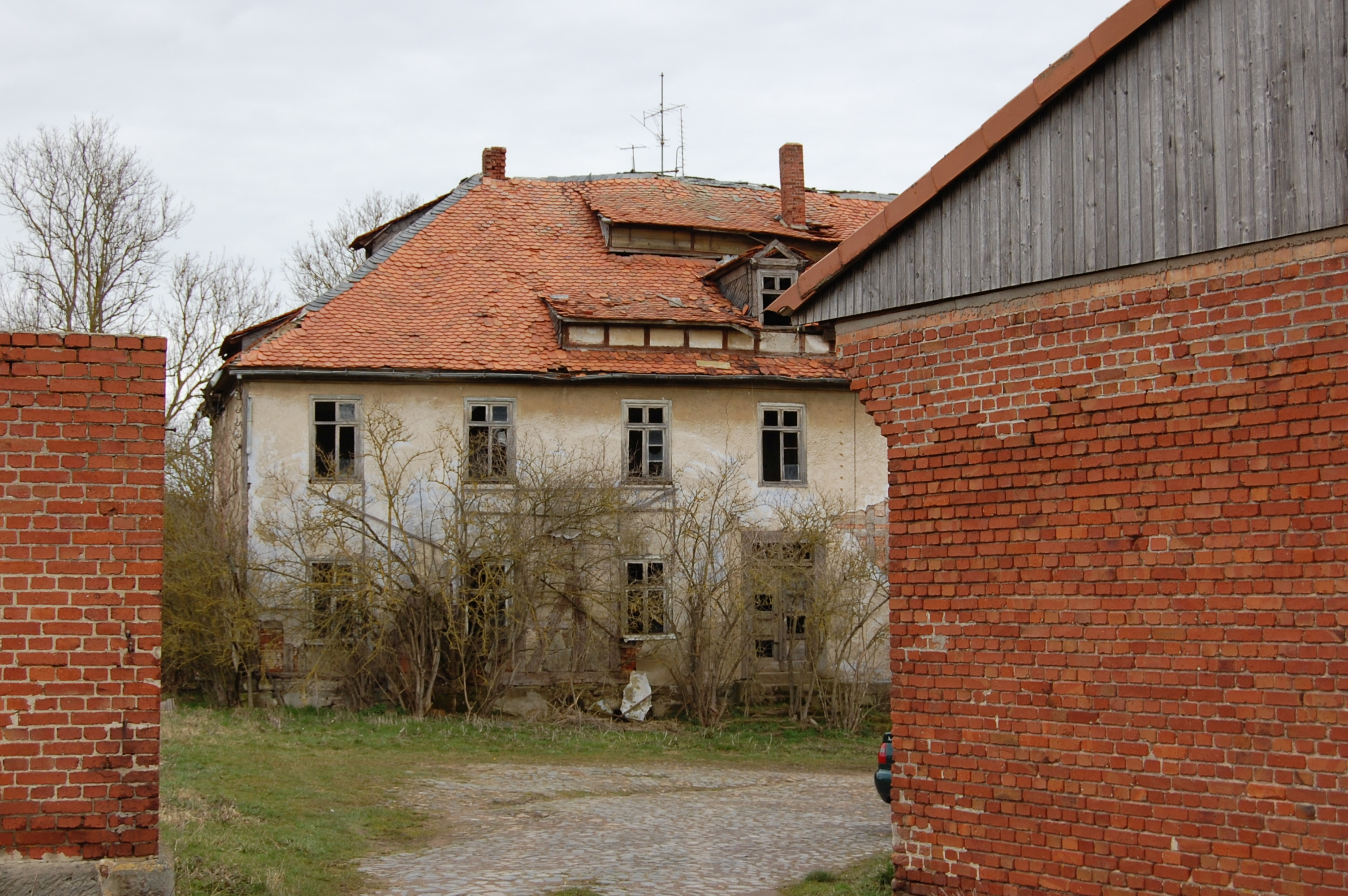
Gut Rangen: das ehemalige Herrenhaus

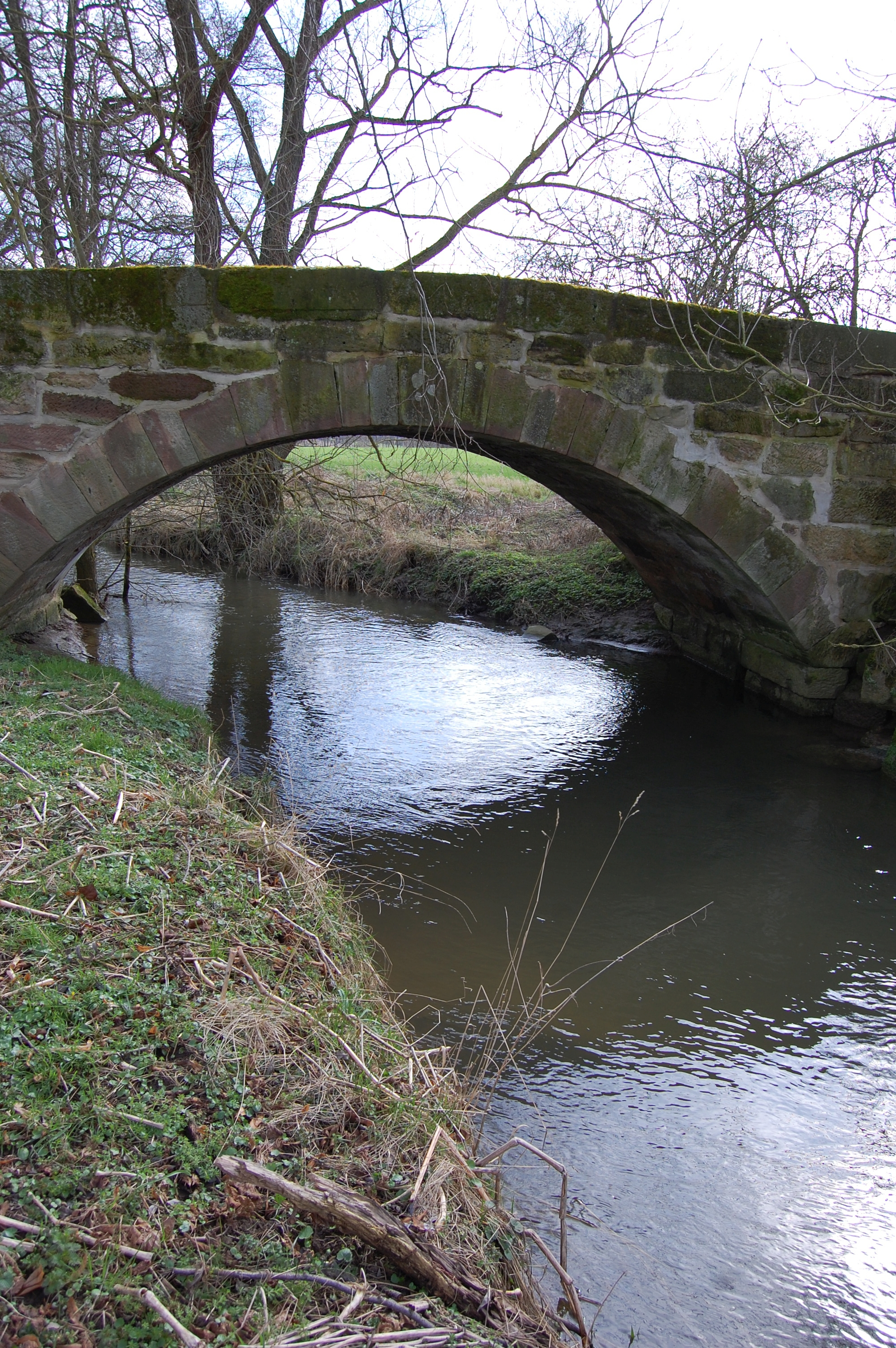
Steinerne Bogenbrücke über die Warme bei Rangen

Älteste Nachricht ist eine Urkunde, ca. von 1020, über einen Gütertausch zwischen der Benediktinerabtei Helmarshausen und Volkold I. von Malsburg, Graf zu Nidda, bei der das Kloster vier Hufen in einem Dorf „villam, que dicitur Rangun“ erhielt. Weitere Urkunden von ca. 1120 und 1200 erwähnen Helmarshäuser Besitz in „Rangun“ bzw. „Rangen“. 1226 übergab Theoderich Groppe von Gudenberg (1213–1241) in einer Urkunde dem Kloster Hasungen den Zins einer Hufe in Rangen. 1374 beurkunden die Burgmannen Herrmann und Stefan „von Schartenberg“ und ein „Heinrich Hun“, Pherner (Pfründner, Inhaber der Pfarrstelle) zu Rangen, dass das Kloster Hasungen das Geld für eine Glocke „aus dem Gotteshaus des hl. Crucis zu Rangen“ erhalten haben; dadurch ist die Existenz einer Pfarrkirche mit dem Patrozinium des heiligen Kreuzes bezeugt, deren Patrone die Herren zu Schartenberg waren (die allerdings mit Herrmann schon 1382 oder 1383 ausstarben). 1377 verpfändete ein Knappe Heinrich „von Uschlacht“ dem Herrmann  von der Malsburg alle seine Besitzungen in Rangen, wobei der Kirchhof erwähnt wird.
Der letzte der Herren von Schartenberg, Herrmann, verkaufte seinen Anteil an der Burg Schartenberg und seinen sonstigen Besitz an die Landgrafen, die so wohl auch in den Besitz von Rangen gekommen sind. Als Lehensnehmer werden, in Zusammenhang mit der Burg, die Wolff von Gudenberg, die Groppe von Gudenberg und die von der Malsburg, als Inhaber des Kirchlehens, genannt. Vor dem mainzisch-hessischen Krieg 1424 kam es darüber zum Streit zwischen Landgraf Ludwig I. und dem Erzbischof. Es ist aber unbekannt, ob das Dorf zu diesem Zeitpunkt noch bestand. Spätestens in diesem Krieg ist es untergegangen. Im Verzeichnis der Kirchen der Propstei Hofgeismar von 1464 wird die Kirche nicht mehr erwähnt.
Im Salbuch der Landgrafschaft von 1572 heißt es, „diese Wüstung, zwischen dem Schartenberge und dem Falkenberge gelegen, gehört dem Fürsten zu Hessen.“ Auf der Wüstung wird ein „Hofmann“ genannt, der seine Unterkunft in der Ruine der Kirche bezogen hatte und einen Garten bewirtschaftete, daneben bestand eine Schäferei. Landgraf Moritz gründete 1596 an dieser Stelle einen „Ökonomiehof“, also ein staatliches Gut, um die umliegenden Ländereien in seinem Eigentum zu bewirtschaften. Dieser Hof wurde später an verschiedene adlige Schuldner des in aufgrund des Dreißigjährigen Krieges in ständiger Geldnot steckenden Landgrafen verpfändet oder verpachtet. Seit 1699 wurde der Hof als Domäne bewirtschaftet, er wurde schließlich Anfang des 20. Jahrhunderts an private Eigentümer verkauft.
Für den Hof werden 1821 23 Bewohner, 1885 28 Bewohner genannt. 1928 wurde der Gutsbezirk mit Laar und Forst Schartenberg zur Gemeinde Laar vereinigt und, mit dieser zusammen, 1970 in die Stadt Zierenberg eingemeindet.

## Gebäude
Das Gutshaus stammt vom Anfang des 19. Jahrhunderts. Es handelt sich um ein zweistöckiges, verputztes Fachwerkhaus mit Walmdach. Das Gutshaus ist heute verlassen und in ruinösem Zustand. Die Wirtschaftsgebäude des Hofs sind neuzeitlich gebaute oder wesentlich umgebaute Zweckbauten, die heute von einem Schafzuchtbetrieb genutzt werden.